# Villa Adelmann

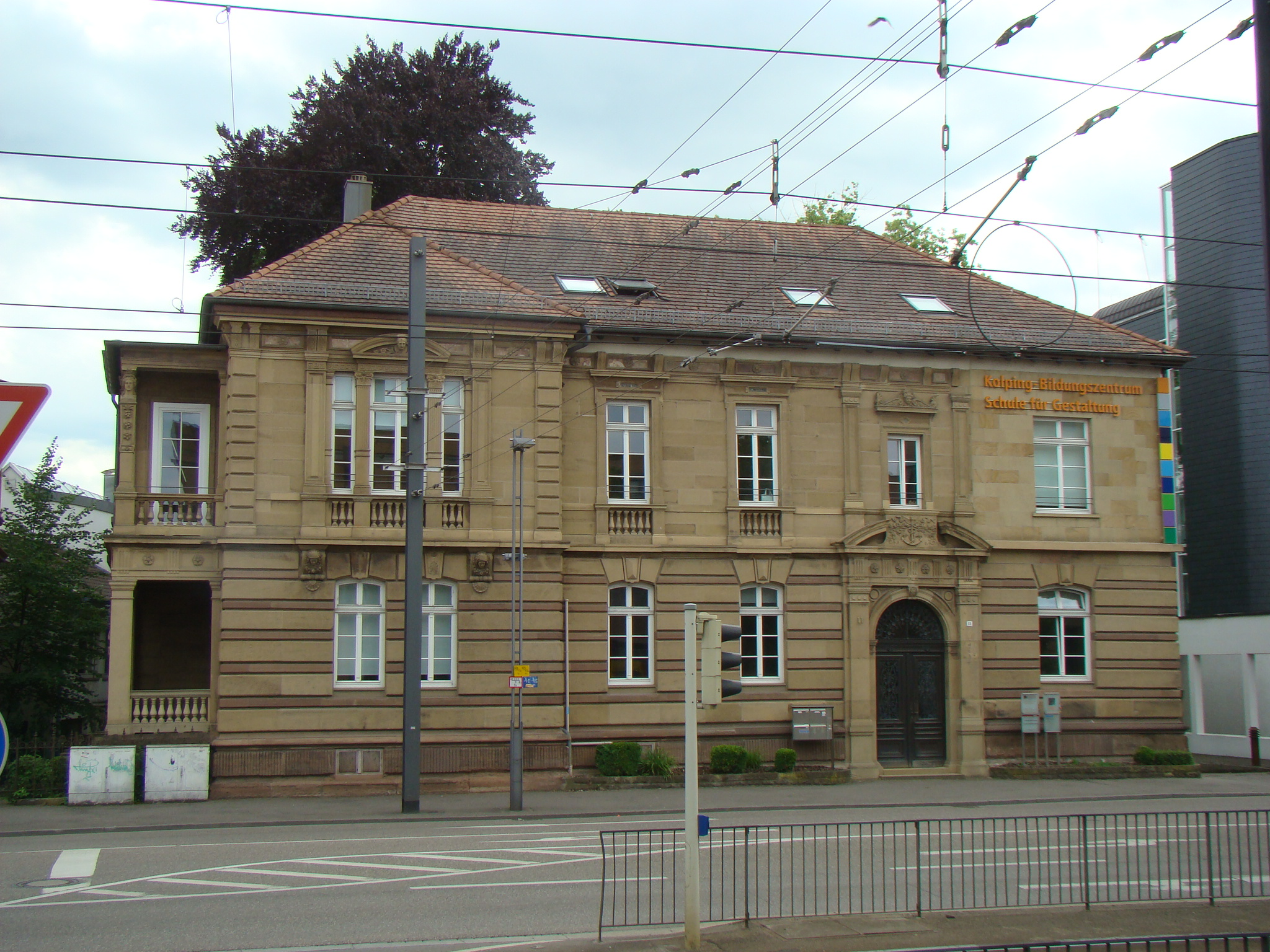
Villa Adelmann in Heilbronn

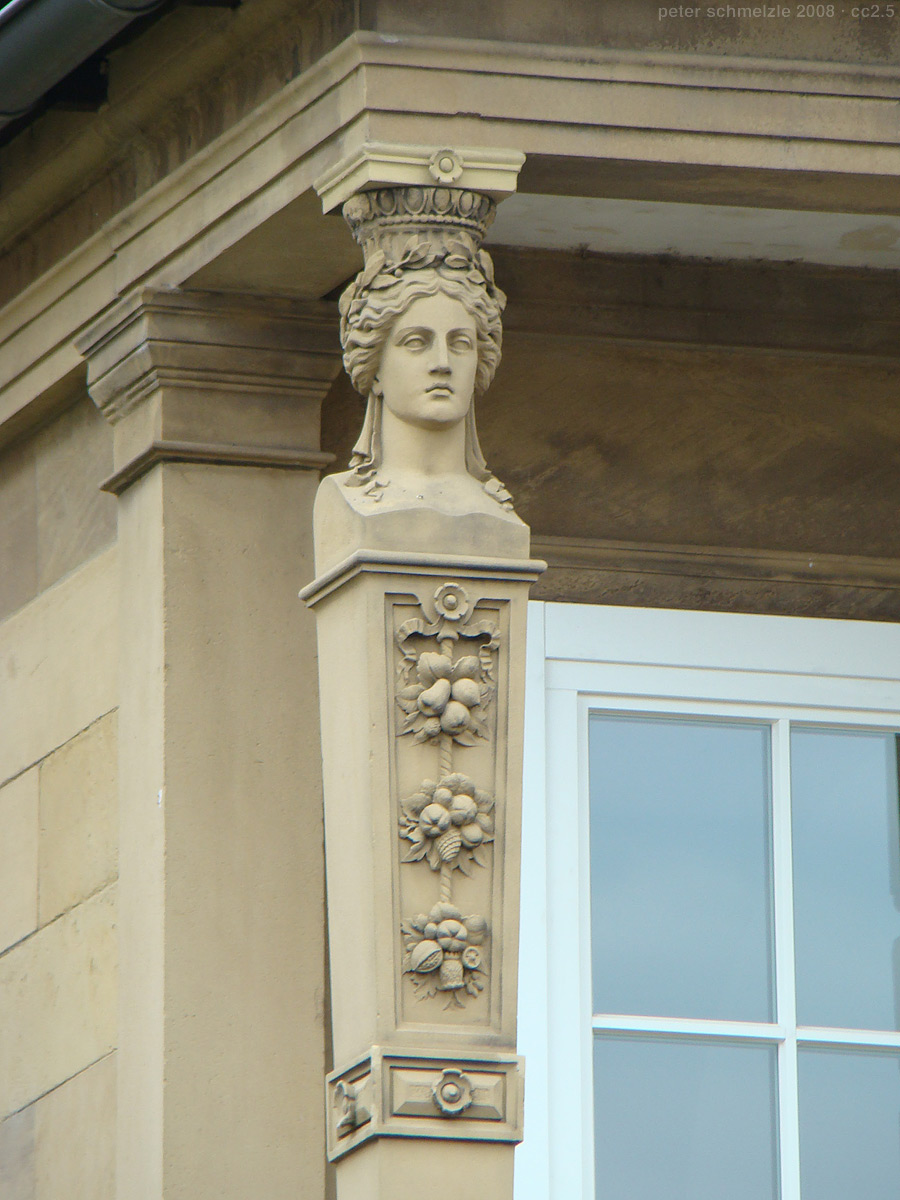
Detail der seitlichen Veranda beim Seitenrisalit

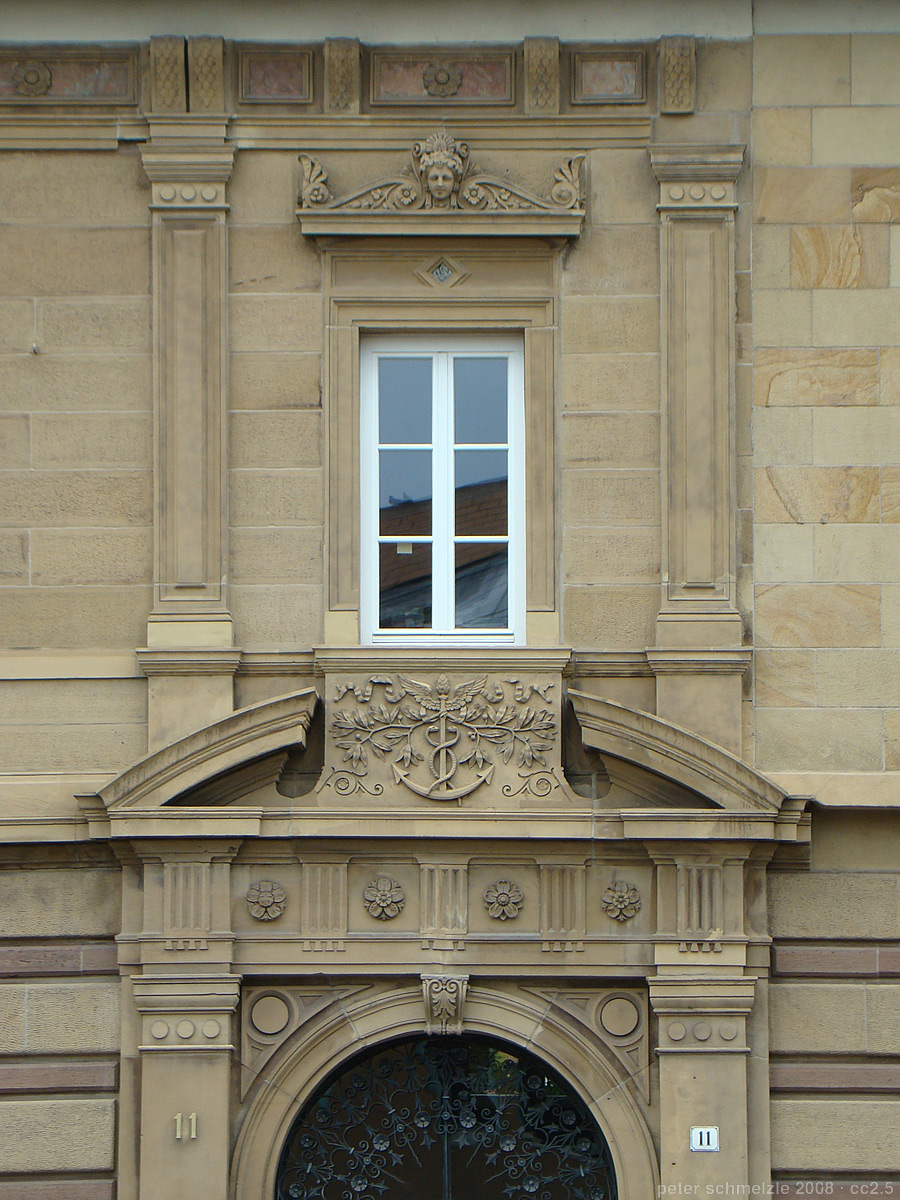
Eingangsachse

Die Villa Adelmann  ist eine Villa an der Bahnhofstraße 11 in Heilbronn. Die Fassade des historischen Gebäudes steht unter Denkmalschutz.

## Geschichte
Das Gebäude wurde im Jahr 1870 nach Plänen des Stuttgarter Architekten Robert von Reinhardt im Stil der Neorenaissance für den Kaufmann Eugen Adelmann gebaut.
Spätestens ab 1950 befand sich das Gebäude im Besitz der Papiergroßhandlung Nestle & Co., die das Erdgeschoss nutzte, während Erich Nestle das erste Obergeschoss bewohnte. 1961 hatte sich daran noch nichts geändert.
Heute befindet sich in dem Gebäude die Schule für Gestaltung des Kolping-Bildungswerks, das ansonsten auch den Alten Bahnhof auf der gegenüberliegenden Seite der Bahnhofstraße nutzt.

## Beschreibung
Die historistische Fassade der Villa zeigt übergiebelte Wohnzimmerfenster im ersten Obergeschoss, sie wird durch einen Seitenrisaliten und eine besonders geschmückte Eingangsachse gegliedert. Der Seitenrisalit wird durch Pilaster eingerahmt, während die Eingangsachse eine reiche Bauplastik und ein kunstvolles Eingangsportal zeigt. Im historischen Garten steht ein Zierbrunnen mit einer sitzenden weiblichen Figur, die im ersten Viertel des 20. Jahrhunderts geschaffen wurde.

## Kunstgeschichtliche Bedeutung
Das Gebäude gilt als einer der wichtigsten Belege für den Historismus in Heilbronn und als eines der wenigen erhaltenen Werke Robert von Reinhardts.